# Bulharsko na Letních olympijských hrách 1972
Bulharsko na Letních olympijských hrách 1972 v německém Mnichově reprezentovalo 130 sportovců, z toho 106 mužů a 24 žen. Nejmladším účastníkem byla Reneta Cvetkova (14 let, 282 dny), nejstarším účastníkem pak Jordan Ivanov (40 let, 161 dní). Reprezentanti vybojovali 21 medailí, z toho 6 zlatých, 10 stříbrných a 5 bronzových.

## Medailisté
| Medaile | Jméno                     | Sport      | Disciplína                   |
| ------- | ------------------------- | ---------- | ---------------------------- |
| Zlato   | Jordan Bikov              | Vzpírání   | střední váha                 |
| Zlato   | Andon Nikolov             | Vzpírání   | polotěžká váha               |
| Zlato   | Norair Nurikjan           | Vzpírání   | pérová váha                  |
| Zlato   | Georgi Kostadinov         | Box        | muší váha – do 51 kg         |
| Zlato   | Petar Kirov               | Zápas      | Muži řecko-římský do 52 kg   |
| Zlato   | Georgi Markov             | Zápas      | Muži řecko-římský do 62 kg   |
| Stříbro | Diana Jorgovová           | Atletika   | Ženy skok daleký             |
| Stříbro | Jordanka Blagoevová       | Atletika   | Ženy skok vysoký             |
| Stříbro | Stojan Apostolov          | Zápas      | Muži řecko-římský do 68 kg   |
| Stříbro | Ogňan Nikolov             | Zápas      | Muži volný styl do 48 kg     |
| Stříbro | Aleksandar Tomov          | Zápas      | Muži řecko-římský nad 100 kg |
| Stříbro | Osman Duraliev            | Zápas      | Muži volný styl nad 100 kg   |
| Stříbro | Aleksandar Krajčev        | Vzpírání   | těžká váha                   |
| Stříbro | Mladen Kučev              | Vzpírání   | lehká váha                   |
| Stříbro | Atanas Šopov              | Vzpírání   | polotěžká váha               |
| Stříbro | Angel Angelov             | Box        | velterová váha – do 63,5 kg  |
| Bronz   | Ivanka Christovová        | Atletika   | Ženy vrh kouli               |
| Bronz   | Vasilka Stoevová          | Atletika   | Ženy hod diskem              |
| Bronz   | Stefan Angelov            | Zápas      | Muži řecko-římský do 48 kg   |
| Bronz   | Ivan Krastev              | Zápas      | Muži volný styl do 62 kg     |
| Bronz   | Ivan Burčin Feďa Damjanov | Kanoistika | muži kánoe C-2 1000 m        |